# Laserski prestreznik
Laserski prestreznik je vrsta vojaškega letala, katerega namen je uničevanje balističnih izstrelkov v zračnem prostoru s pomočjo visokoenergetskega laserskega orožja, ki je nameščeno na letalu.
To je tudi najnovejša oblika vojaških letal, saj so zadnja načrtovalna dela končali šele maja 2002.